# Hurwitzs zetafunktion
Hurwitzs zetafunktion är en speciell funktion som generaliserar Riemanns zetafunktion. Den är uppkallad efter Adolf Hurwitz. Då Re(s) > 1 och Re(q) > 0 är dess definition 
{\displaystyle \zeta (s,q)=\sum _{n=0}^{\infty }{\frac {1}{(q+n)^{s}}}.}

## Serierepresentation
En serierepresentation för q > −1 och alla komplexa s ≠ 1 av Helmut Hasse år 1930:
{\displaystyle \zeta (s,q)={\frac {1}{s-1}}\sum _{n=0}^{\infty }{\frac {1}{n+1}}\sum _{k=0}^{n}(-1)^{k}{n \choose k}(q+k)^{1-s}.}

### Taylorserie
Taylorserien för Hurwitzs zetafunktion är
{\displaystyle \zeta (s,x+y)=\sum _{k=0}^{\infty }{\frac {y^{k}}{k!}}{\frac {\partial ^{k}}{\partial x^{k}}}\zeta (s,x)=\sum _{k=0}^{\infty }{s+k-1 \choose s-1}(-y)^{k}\zeta (s+k,x).}

### Laurentserie
Laurentserien för {\displaystyle s=1} är:
{\displaystyle \zeta (s,q)={\frac {1}{s-1}}+\sum _{n=0}^{\infty }{\frac {(-1)^{n}\gamma _{n}(q)}{n!}}(s-1)^{n}\qquad \qquad 0<q\leq 1}
där {\displaystyle \gamma _{n}(q)} är Stieltjeskonstanterna:
{\displaystyle \gamma _{n}(q):=\lim _{N\to \infty }\left(\sum _{k=1}^{N}{\frac {\log ^{n}(k+q)}{k+q}}-{\frac {\log ^{n+1}(N+q)}{n+1}}\right)\qquad \quad n=0,1,2,\dots }

### Fourierserie
{\displaystyle \zeta (s,a)=2(2\pi )^{s-1}\Gamma (1-s)\left(\sin \left({\frac {\pi s}{2}}\right)\sum _{k=1}^{\infty }{\frac {\cos(2\pi ak)}{k^{1-s}}}+\cos \left({\frac {\pi s}{2}}\right)\sum _{k=1}^{\infty }{\frac {\sin(2\pi ak)}{k^{1-s}}}\right)\qquad \qquad \mathrm {Re} (s)<1{\text{ och }}0<a\leq 1}

## Integralrepresentationer
Då {\displaystyle \Re s>1} och {\displaystyle \Re q>0} kan Hurwitzs zetafunktion skrivas som
{\displaystyle \zeta (s,q)={\frac {1}{\Gamma (s)}}\int _{0}^{\infty }{\frac {t^{s-1}e^{-qt}}{1-e^{-t}}}dt.}
En annan integral är
{\displaystyle \int _{0}^{\infty }x^{s-1}\left({\frac {e^{-ax}}{1-e^{-x}}}-{\frac {1}{x}}\right)\,dx=\Gamma (s)\zeta (s,a)\!}
som gäller för {\displaystyle 0<Re(s)<1\!}.

## Hurwitzs formel
Hurwitzs formel är teoremet
{\displaystyle \zeta (1-s,x)={\frac {1}{2s}}\left[e^{-i\pi s/2}\beta (x;s)+e^{i\pi s/2}\beta (1-x;s)\right]}
där
{\displaystyle \beta (x;s)=2\Gamma (s+1)\sum _{n=1}^{\infty }{\frac {\exp(2\pi inx)}{(2\pi n)^{s}}}={\frac {2\Gamma (s+1)}{(2\pi )^{s}}}{\mbox{Li}}_{s}(e^{2\pi ix})}
är en representation som gäller för {\displaystyle 0\leq x\leq 1} and s > 1. Här är {\displaystyle {\text{Li}}_{s}(z)} polylogaritmen.

## Funktionalekvation
För alla {\displaystyle s} och {\displaystyle 1\leq m\leq n} gäller
{\displaystyle \zeta \left(1-s,{\frac {m}{n}}\right)={\frac {2\Gamma (s)}{(2\pi n)^{s}}}\sum _{k=1}^{n}\cos \left({\frac {\pi s}{2}}-{\frac {2\pi km}{n}}\right)\;\zeta \left(s,{\frac {k}{n}}\right).}

## Speciella värden
{\displaystyle \zeta (s,-1)=\zeta (s)+1\,}
{\displaystyle \zeta (s,2)=\zeta (s)-1\,}
{\displaystyle \zeta (s,0)=\zeta (s,1)\,}
{\displaystyle \zeta \left(s,{\frac {m}{n}}\right)={\frac {1}{n}}\sum _{k=1}^{n}n^{s}\cdot \mathrm {Li} _{s}\left(e^{\frac {2\pi \mathrm {i} k}{n}}\right)e^{-{\frac {2\pi \mathrm {i} km}{n}}}\qquad \qquad m,n\in \mathbb {N} ^{+}{\text{ och }}m\leq n}
{\displaystyle \zeta (0,a)={\frac {1}{2}}-a}
{\displaystyle \zeta (2,{\tfrac {1}{4}})=\pi ^{2}+8G}
{\displaystyle \zeta (2,{\tfrac {1}{2}}+{\tfrac {x}{\pi }})+\zeta (2,{\tfrac {1}{2}}-{\tfrac {x}{\pi }})={\frac {\pi ^{2}}{\cos ^{2}x}}}
G är Catalans konstant.

## Relation till andra funktioner

### Bernoullipolynomen
Hurwitz zeta-funktion är relaterad till Bernoullipolynomen enligt
{\displaystyle \zeta (-n,x)=-{\frac {B_{n+1}(x)}{n+1}}.}

### Jacobis thetafunktion
Om {\displaystyle \vartheta (z,\tau )} är Jacobis thetafunktion är
{\displaystyle \int \limits _{0}^{\infty }\left[\vartheta (z,\mathrm {i} t)-1\right]t^{s/2}{\frac {\mathrm {d} t}{t}}=\pi ^{-(1-s)/2}\Gamma \left({\frac {1-s}{2}}\right)\left[\zeta (1-s,z)+\zeta (1-s,1-z)\right]\qquad \qquad \mathrm {Re} (s)>0{\text{ och }}z\in \mathbb {C} \,\setminus \,\mathbb {Z} .}

## Specialfall och generaliseringar
Hurwitzs zeta-funktion vid icke-negativa heltal m är relaterad till polygammafunktionen:
{\displaystyle \psi ^{(m)}(z)=(-1)^{m+1}m!\zeta (m+1,z)\ .}
För negativa heltal −n kan Hurwitzs zetafunktion uttryckas med hjälp av Bernoullipolynomen:
{\displaystyle \zeta (-n,x)=-{\frac {B_{n+1}(x)}{n+1}}\ .}
Barnes zetafunktion är en generalisering av Hurwitzs zetafunktion.
En annan generalisering är Lerchs transcendent:
{\displaystyle \Phi (z,s,q)=\sum _{k=0}^{\infty }{\frac {z^{k}}{(k+q)^{s}}}}
{\displaystyle \zeta (s,q)=\Phi (1,s,q).\,}
Andra generaliseringar är generaliserade hypergeometriska funktionen
{\displaystyle \zeta (s,a)=a^{-s}\cdot {}_{s+1}F_{s}(1,a_{1},a_{2},\ldots a_{s};a_{1}+1,a_{2}+1,\ldots a_{s}+1;1)} där {\displaystyle a_{1}=a_{2}=\ldots =a_{s}=a{\text{ och }}a\notin \mathbb {N} {\text{ och }}s\in \mathbb {N} ^{+}}
samt Meijers G-funktion
{\displaystyle \zeta (s,a)=G\,_{s+1,\,s+1}^{\,1,\,s+1}\left(-1\;\left|\;{\begin{matrix}0,1-a,\ldots ,1-a\\0,-a,\ldots ,-a\end{matrix}}\right)\right.\qquad \qquad s\in \mathbb {N} ^{+}.}